# Brjanska oblast
Brjanska oblast (rusko Бря́нская о́бласть) je oblast v Rusiji v Osrednjem federalnem okrožju. Na severu meji na Smolensko oblast, na vzhodu na Kaluško oblast, na jugovzhodu na Orjolsko oblast, na jugu na Kursko oblast in na zahodu na Ukrajino in Belorusijo. Ustanovljena je bila 5. julija 1944.